# Saint Alouarn Islands
Saint Alouarn Islands är öar i Australien. De ligger i delstaten Western Australia, omkring 280 kilometer söder om delstatshuvudstaden Perth.